# Enrique Lores
Enrique J. Lores (Madrid, España, 1965) es un ejecutivo y empresario español. El 2 de noviembre de 2019 fue nombrado director general de la compañía estadounidense HP Inc., que contaba con más de 55 000 empleados.

## Biografía
Enrique Lores nació en Madrid (España) y estudió Ingeniería eléctrica por la Universidad Politécnica de Valencia. Más tarde obtuvo un máster MBA de ESADE Business School en Barcelona. Lores se unió a la multinacional HP como pasante de ingeniería en 1989. Ha trabajado en todos los puestos de HP durante treinta años hasta alcanzar la cúspide de la compañía.
En noviembre de 2019, Lores sustituyó a Dion Weisler como CEO de HP Inc. Dion dejó el cargo debido a "un asunto familiar de salud". Lores había sido ya presidente de la sección de HP de imágenes, impresión y soluciones de negocio.